# Jean Simon (Malouines)
Pour les articles homonymes, voir Jean Simon (homonymie).
Jean Simon, hispanisé en Juan Simon, né en France en une année inconnue, était le contremaître des journaliers créoles de la colonie de Luis Vernet dans les îles Malouines de 1829 à 1833. Lors du rétablissement de la domination britannique sur les îles Malouines en 1833, José María Pinedo (es) le nomma commandant politique et militaire provisoire des îles Malouines (es) au nom du gouvernement des Provinces-Unies du Río de la Plata, bien qu'il ait été analphabète. Il fut tué le 26 août 1833 par Antonio El Gaucho Rivero et ses hommes.